# Androcide
Androcide (in greco antico: Ἀνδροκύδης?, Androkýdes; IV secolo a.C. – III secolo a.C.) è stato un medico greco antico, vissuto durante il regno di Alessandro Magno.
Di lui Plinio il Vecchio racconta che scrisse una lettera ad Alessandro, ammonendolo sui pericoli dell'uso smodato di vino (che egli chiamava il "sangue della terra"); lo stesso Plinio dice inoltre che Androcide ordinava ai suoi pazienti di mangiare un ravanello per prevenire le intossicazioni per l'uso eccessivo del vino, avendo osservato, sosteneva, che la vite si ritraeva quando piantata accanto a dei ravanelli.
Fu di scuola pitagorica, e affermava inoltre: «Il vino e le abbuffate di carne rendono il corpo forte e vigoroso, ma l'anima debole». È probabile che questo medico sia la stessa persona di cui parlano Teofrasto e Ateneo di Naucrati.